# Krems an der Donau
Krems an der Donau is een zelfstandige stad (Statutarstadt) in de Oostenrijkse deelstaat Neder-Oostenrijk. De stad heeft ongeveer 24.000 inwoners is meer dan 1000 jaar oud en heeft nog een middeleeuwse kern. Samen met de omgeving Wachau is het als cultuurhistorisch monument op de Unesco werelderfgoedlijst opgenomen

## Geografie
Krems an der Donau heeft een oppervlakte van 51,61 km². Het ligt in het noordoosten van het land, rond 70 km ten noordwesten van de hoofdstad Wenen aan de rivier de Donau. Ten westen begint de Wachau en ten noorden het hoog gelegen Waldviertel. Ten oosten tot voor Wenen ligt een plat agrarisch gebied.

## Verkeer en vervoer
Krems is een regionaal spoorknooppunt. Vanaf hier zijn Wenen, St. Pölten, Horn/Sigmunsherberg ten noordoosten en de Wachau direct bereikbaar. Krems heeft aansluiting aan het hoogwaardige wegennet via de S33 naar St. Pölten en via de S35/A22 naar Wenen.
Binnen het stadsgebied is een stadsbussysteem beschikbaar.

## Bezienswaardigheden
De stadsharten van de oude buursteden Krems en Stein zijn goed bewaard met gebouwen uit de 14e t/m 19e eeuwen. Het meest opvallend zijn de gotische Piaristenkerk in Krems en de Dominikanerkerk in Stein. De Gozzoburg, een stadspaleis uit de eerste helft van de 13e eeuw is enig ten noorden van de Alpen. Delen van de middeneeuwse stadsmuur zijn bewaard samen met de Pulverturm en drie stadspoorten, waaronder het Steiner Tor.

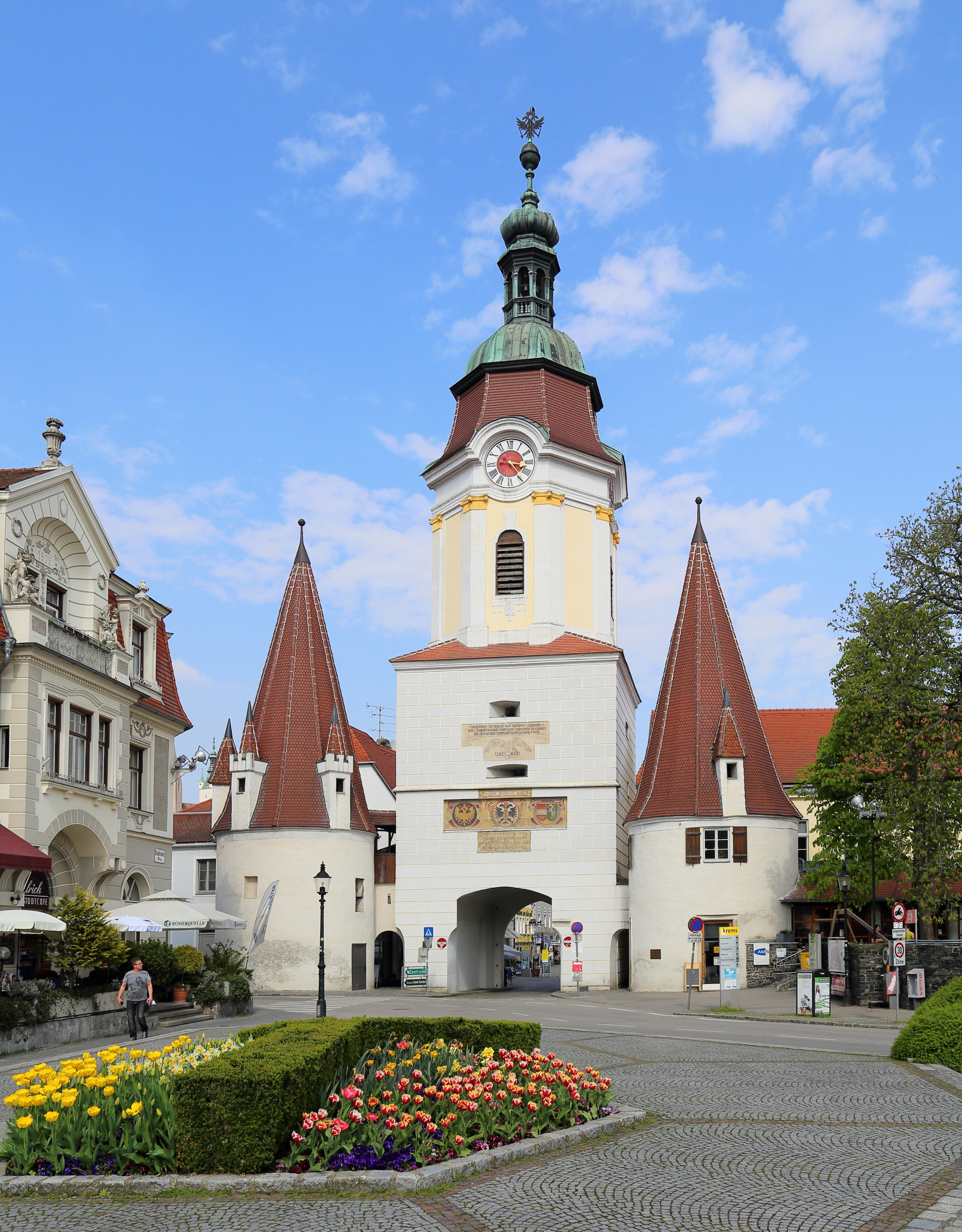
Steiner Tor – het waarteken van Krems

## Partnerstad
- Passau (Duitsland), sinds 1974

## Geboren
- Ludwig von Köchel (1800-1877), musicoloog

- Bibliothèque nationale de France: cb162671565 (data)
- Gemeinsame Normdatei: 4033043-6
- Library of Congress Control Number: n80103760
- MusicBrainz: d64ee715-dab3-45e2-b6c6-35962406b9a5
- Nationale Bibliotheek van Tsjechië: ge134288
- Nationale Bibliotheek van Israël: 987007555060505171
- Nationale en Universitaire bibliotheek Zagreb: 000604440
- Système universitaire de documentation: 027615065
- Virtual International Authority File: 142407690
- WorldCat: E39PBJwMBcPYJP43h84VtvC84q